# Frontière entre le Bénin et le Niger
La frontière entre le Bénin et le Niger est la frontière séparant le Bénin et le Niger. Elle a été délimitée par l'administration française lors de la période coloniale, durant laquelle elle séparait deux territoires de l'Afrique-Occidentale française, le Dahomey et le Niger.

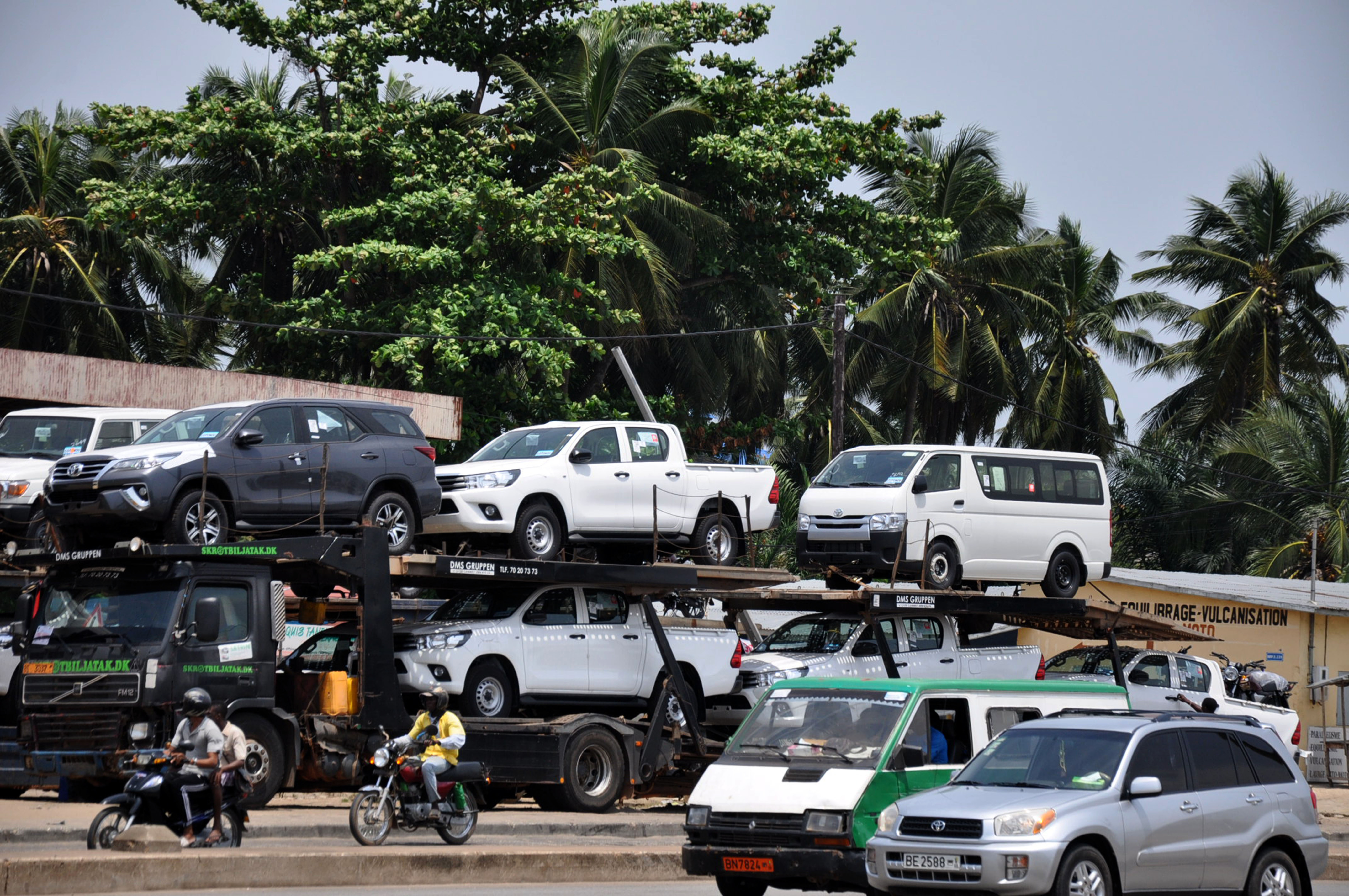
Transport de véhicules du Bénin vers le Niger.

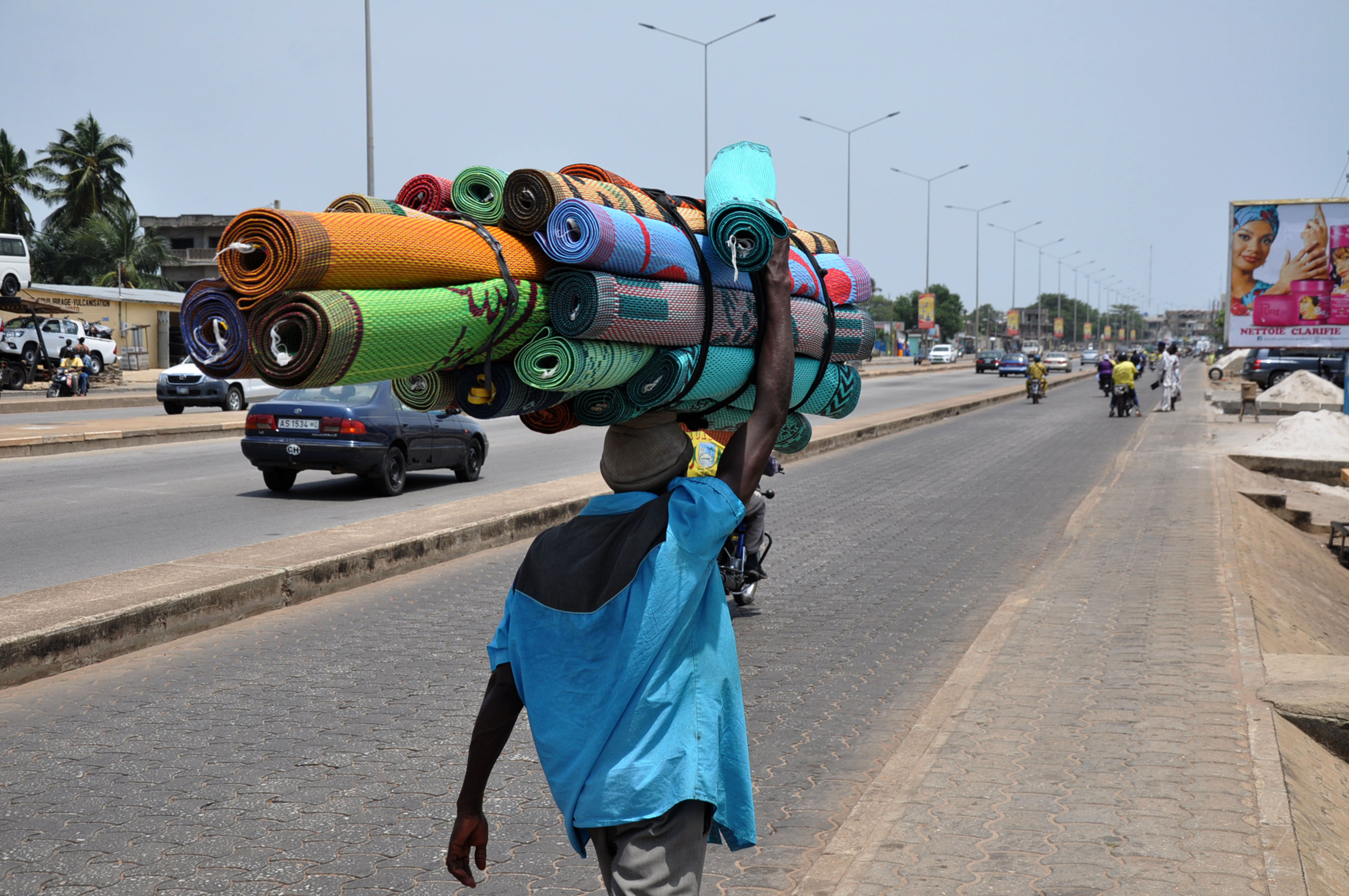
L'un des nombreux Nigériens venant travailler au Bénin.

L'île de Lété sur le fleuve Niger avec deux petites colonies - Frontière Niger-Bénin

Sur la portion suivant le cours du fleuve Niger et dans le secteur de la rivière Mékrou, cette frontière a fait l'objet d'un litige qui, à la demande des deux parties, a été tranché par un arrêt de la Cour internationale de justice le 12 juillet 2005. Le conflit portait notamment sur une vingtaine d'îles du fleuve Niger, le Bénin soutenant que toutes les îles devaient lui revenir, tandis que le Niger demandait un partage. En s'appuyant sur l’uti possidetis juris, et donc sur le droit colonial français, mais aussi sur l'établissement du thalweg (ligne des sondages les plus profonds) des cours d'eau concernés, la Cour a attribué neuf îles au Bénin et seize au Niger, dont celle de Lété, qui était particulièrement disputée. 